# سامانه پیشرفته ملی لرزه‌نگاری
سامانه پیشرفته ملی لرزه‌نگاری (انگلیسی: Advanced National Seismic System یا ANSS) برنامه‌ای مشترک بین سازمان زمین‌شناسی ایالات متحده آمریکا (USGS) و شبکه‌ای از همکاران منطقه‌ای، ایالتی و دانشگاهی است که به جمع‌آوری، پردازش و تحلیل داده‌های زمین‌لرزه‌های مهم می‌پردازد. هدف اصلی این سامانه ارائه اطلاعات دقیق و سریع در مورد زمین‌لرزه‌ها به امدادگران، مسئولان مدیریت بحران، رسانه‌ها و عموم مردم است تا در زمان بروز زمین‌لرزه تصمیم‌گیری‌های مناسب و به موقع انجام شود.

## تاریخچه
ایده تأسیس سامانه ANSS در دهه ۱۹۸۰ میلادی مطرح شد و در اوایل دهه ۱۹۹۰ به شکل یک برنامه ملی درآمد تا شبکه‌های لرزه‌نگاری پراکنده در سراسر آمریکا را هماهنگ و متمرکز کند. این سامانه با هدف ارتقاء کیفیت داده‌ها و تسریع در انتشار اطلاعات لرزه‌ای ایجاد شده است.

## اهداف
- جمع‌آوری داده‌های لرزه‌ای در زمان واقعی و با دقت بالا
- تحلیل سریع زمین‌لرزه‌ها و ارائه مشخصات دقیق آنها (مکان، بزرگی، عمق و شدت)
- پشتیبانی از عملیات امداد و مدیریت بحران
- کمک به پیش‌بینی خسارات احتمالی و بهبود واکنش به زمین‌لرزه‌ها
- توسعه دانش علمی در زمینه لرزه‌شناسی و ساختار زمین

## ساختار و شبکه‌های لرزه‌نگاری

### شبکه ملی لرزه‌نگاری (National Seismic Network)
این شبکه اصلی‌ترین ستون فقرات داده‌ای سامانه ANSS محسوب می‌شود و شامل ده‌ها ایستگاه لرزه‌نگاری در سراسر ایالات متحده است. این ایستگاه‌ها مجهز به سنسورهای پیشرفته برای ثبت حرکات زمین هستند.

### شبکه‌های لرزه‌نگاری منطقه‌ای
یازده شبکه لرزه‌نگاری منطقه‌ای نیز به جمع‌آوری داده‌های محلی می‌پردازند و به سامانه ANSS کمک می‌کنند تا پوشش گسترده‌تری داشته باشد. این شبکه‌ها در مناطق مختلف جغرافیایی ایالات متحده فعالیت می‌کنند و داده‌های تخصصی و منطقه‌ای را تأمین می‌کنند.